# Zamek w Rogowie Opolskim
Zamek w Rogowie Opolskim – zamek z XVI w. we wsi Rogów Opolski w powiecie krapkowickim, wpisany do rejestru zabytków nieruchomych województwa opolskiego.
Renesansowy zamek (obecnie pałac) zbudowany przez ród Rogoyskich. Najstarszą część stanowią dwa renesansowe skrzydła mieszkalne z narożną basztą.

## Historia
- 1612 – zamek po śmierci Stefana Rogoysky przechodzi na własność jego żony z rodu Wrbsky (Wierzbiccy). Rogoyscy pozostali w Dąbrówce i zostali wygnani dopiero po przejęciu władzy przez Prusy w 1741 roku.
- 1757 – zaniedbany zostaje zakupiony przez hrabiego Henryka Adolfa von Roederna z Krapkowic.
- ok. 1760, po śmierci hrabiego zostaje sprzedany hrabiemu Karolowi Wilhelmowi von Haugwitz, który przekształcił zamek w dworek szlachecki.
- XIX wiek – Christian Heinrich Kurt von Haugwitz, premier Prus, dobudowuje zachodnie skrzydło w stylu klasycystycznym oraz zakłada park krajobrazowy w stylu angielskim.
- 1932 – umiera ostatni przedstawiciel rodu – Heinrich von Haugwitz – posiadłość przechodzi w ręce duńskiej linii rodu, która wyznacza zarządcę. Zamek zostaje przekształcony w obóz szkoleniowy dla Hitlerjugend, zwłaszcza z Berlina.
- 1945 – nacjonalizacja zamku – w części mniej zniszczonej początkowo jest wykorzystywany jako przedszkole, a później magazyn zboża.
- 1947 – ze zdewastowanej kaplicy rodowej zostają usunięte trumny (niektóre zniszczone) z ciałami rodziny Haugwitz i pochowane w nieoznakowanej mogile na cmentarzu parafialnym. W późniejszym czasie grób został przykryty drogą i śmietnikiem[2].
- 1964 – zrujnowany zamek zostaje przekazany Wojewódzkiej Bibliotece Publicznej w Opolu, w którym po odbudowie zostaje otwarta filia z cennymi starodrukami i innymi zbiorami specjalnymi.
- 2010 – odnalezienie grobu rodziny von Haugwitz, ekshumacja i identyfikacja ciał. W listopadzie nastąpił ponowny pochówek w przypałacowej kaplicy[2]. oraz odsłonięcie pamiątkowej tablicy w języku polskim i niemieckim. W styczniu 2011 okazało się, że tekst w języku niemieckim pełen jest rażących błędów ortograficznych i stylistycznych[3].

## Zespół zamkowy
- W skład zespołu zamkowego z XV-XIX/XX w. (nr rej.: 4/50 (R/321) z 17.11.1950) wchodzą:
  - zamek
  - park, (202/89 z 9.01.1989)
  - most,
  - tarasy z murami oporowymi,
  - kaplica grobowa (mauzoleum) z drugiej połowy XIX w. Nad wejściem herb von Haugwitz.
  - pawilon ogrodowy "Kavallerhaus" (27/2004 z 27.04.2004)
  - ogrodzenie z gloriettą z XIX/XX w.[4]

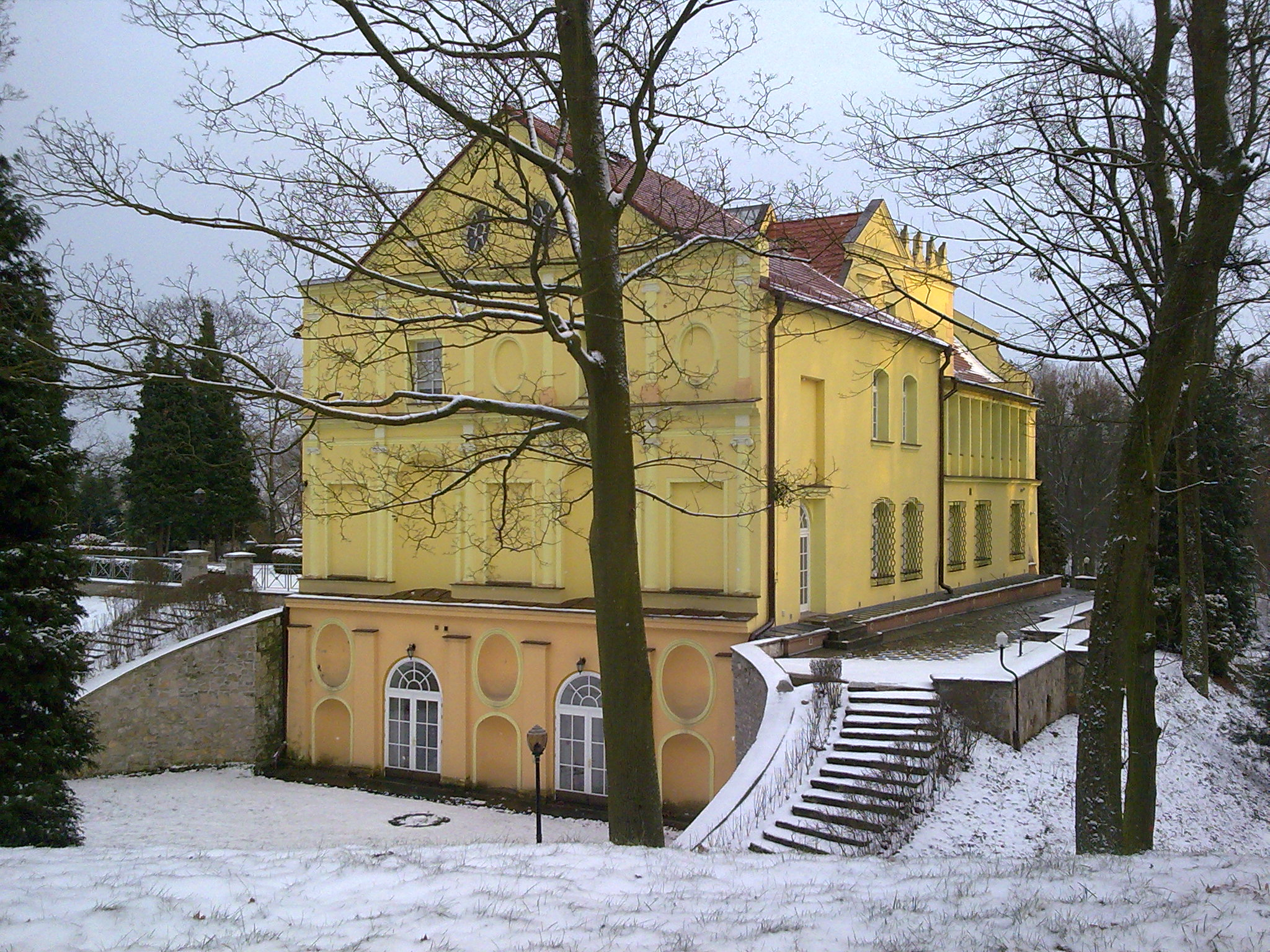
Zamek
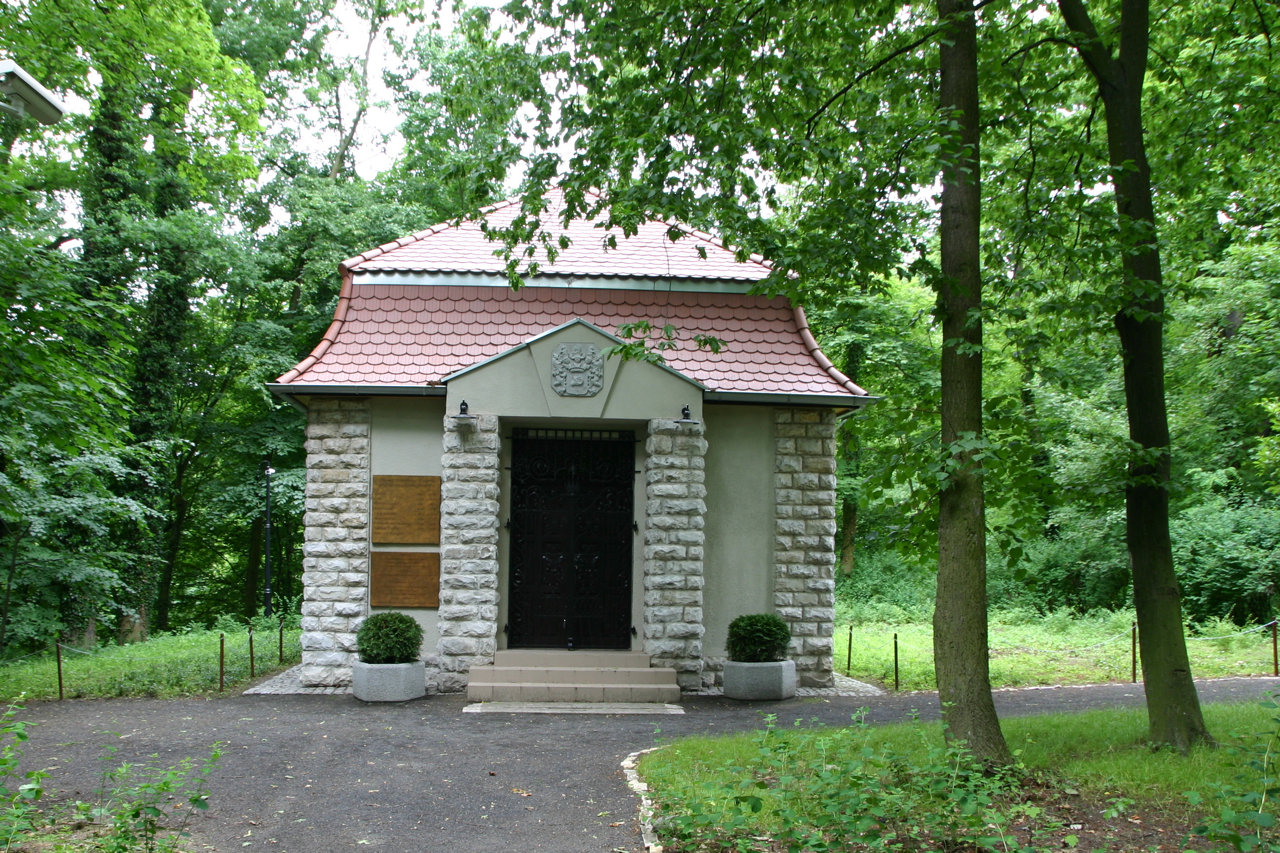
Kaplica (mauzoleum) z herbem  Haugwitz
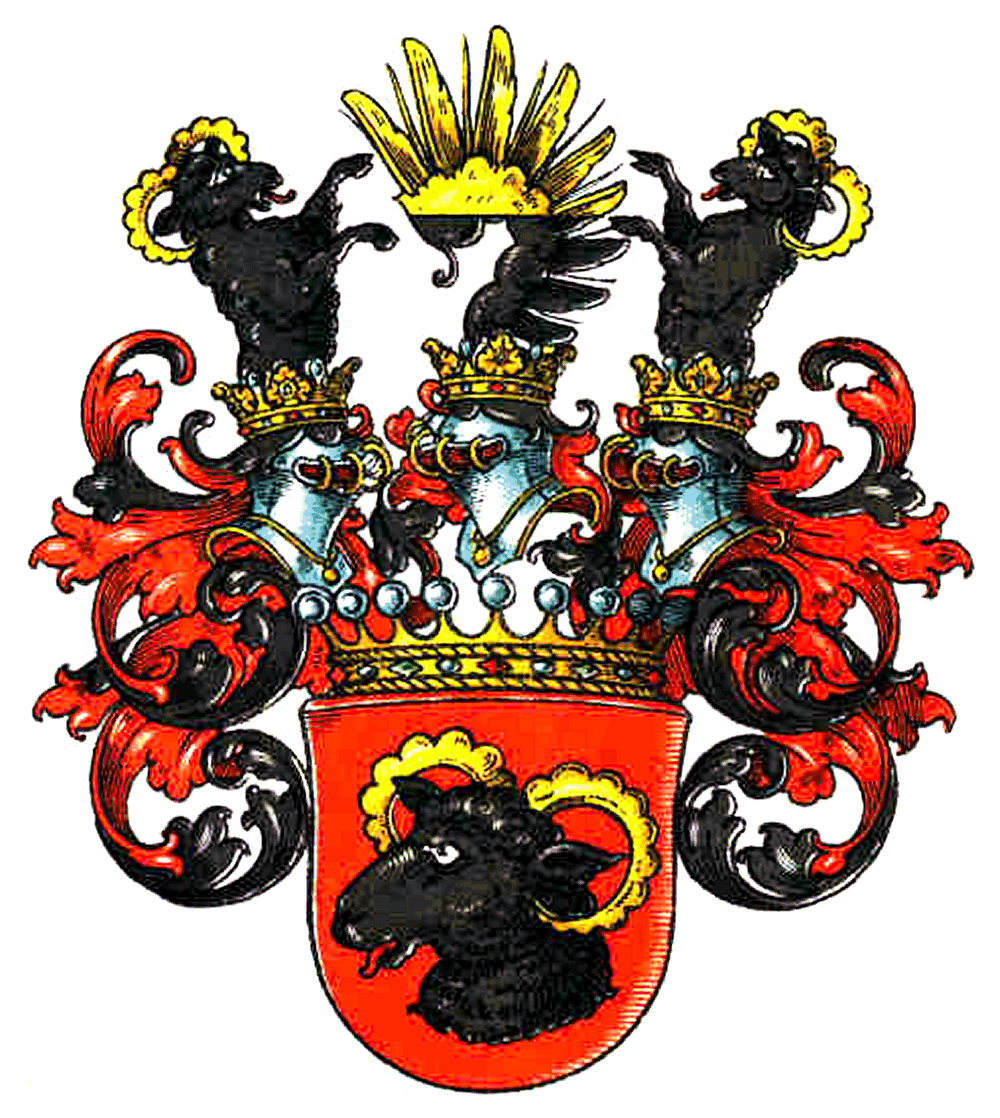
Herb von Haugwitz